# Погромное (станция, Оренбургская область)
Погро́мное — железнодорожная станция (населённый пункт) в Тоцком районе Оренбургской области. Входит в состав Погроминского сельсовета.

## География
Населённый пункт находится у железной дороги Самара — Оренбург, на расстоянии примерно 17 км (по прямой) к северо-западу от села Тоцкое, административного центра района.

### Часовой пояс
Железнодорожная станция Погромное, как и вся Оренбургская область, находится в часовой зоне МСК+2. Смещение применяемого времени относительно UTC составляет +5:00.

## История
Станция основана в 1870-е годы при строительстве железной дороги Самара — Оренбург. 1 января 1877 года по станции прошёл первый поезд. В 1927 году на станции был построен деревянный элеватор (ныне — современный промышленный объект). 

## Население
| 2010 |
| ---- |
| 261  |

### Национальный состав
Согласно результатам переписи 2002 года, в национальной структуре населения русские составляли 90 % из 306 чел.